# Eaubonne
Eaubonne – miejscowość i gmina we Francji, w regionie Île-de-France, w departamencie Dolina Oise.
Według danych na rok 1990 gminę zamieszkiwały 22 153 osoby, a gęstość zaludnienia wynosiła 5012 osób/km² (wśród 1287 gmin regionu Île-de-France Eaubonne plasuje się na 125. miejscu pod względem liczby ludności, natomiast pod względem powierzchni na miejscu 719.).